# Hauskyjza

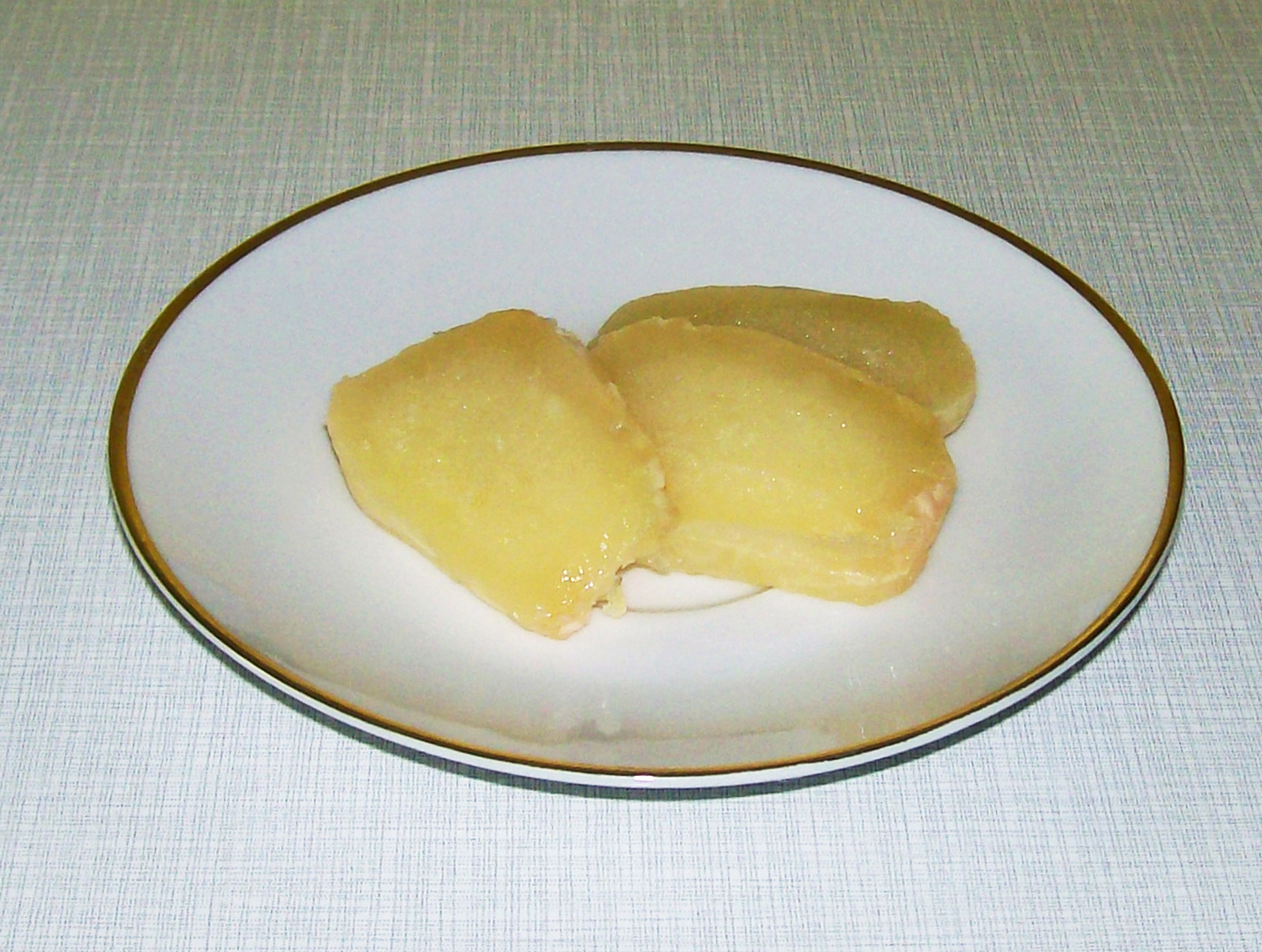
Hauskyjza.

El hauskyjza (en silesiano ‘queso casero’) es una receta hecha con queso cottage, alcaravea y otros ingredientes, que se mezclan, se dejan reposar unos pocos días para que adquieran el sabor ácido y tacto pegajoso característicos y entonces se caliente y se fríe. A menudo se usa levadura para acondicionar el queso cottage. El  hauskyjza es un producto tradicional de Silesia. Antes de la disponibilidad generalizada de refrigeradores, era valorado por su buena conservación.
El haukyjza tiene un sabor excepcionalmente fuerte, agradable para muchos aficionados, pero a menudo desagradable para bastante gente. (En muchas bromas silesianas, este sabor se compara con el de calcetines que llevan mucho tiempo sin lavarse.) Tradicionalmente se sirve con pan negro y music, cebolla picada remojada en vinagre y aceite. Alguna gente lo prefiere recién hecho como un tipo de fondue.
El hauskyjza se ha hecho tradicionalmente en casa (de ahí su nombre), pero actualmente se elabora también industrialmente.
En 2005 fue incluido en una lista de productos tradicional del Ministerio de Agricultura y Desarrollo Rural polaco como Ser domowy smażony z kminkiem, z czosnkiem, bez przypraw (‘queso frito casero con alcaravea, con ajo, sin especias’).